# 野沢由香里
野沢 由香里（のざわ ゆかり、1957年10月9日 - ）は、日本の女優、声優。新潟県出身。劇団青年座所属。

## 来歴
新潟県立新潟中央高等学校卒業。青年座研究所3期卒業。1979年4月から劇団青年座所属。

## 人物
趣味は日本舞踊。

## 出演
太字はメインキャラクター。

### テレビドラマ
- 中学生日記（NHK） - 池田先生 役
- Gメン'75 第226話「電話魔」（1979年） - 金沢巡査（婦警） 役
- 連続テレビ小説（NHK）
  - おしん
  - 天うらら
- 噂の刑事トミーとマツ 第1シリーズ（TBS・大映テレビ）
  - 第25話「トミーまっ青、マツのお見合い」 ※「野沢由香利」名義
- 火曜サスペンス劇場
  - 「警部補 佃次郎9」（1999年） - 小林春美 役
  - 「松本清張スペシャル・鬼畜」
- 月曜ドラマスペシャル
  - 「浅見光彦シリーズ3」（1995年） - 津田隆子 役
- はばたけ6年（1995 - 1997年） - 進藤洋子 役
- 月曜ミステリー劇場
  - 「探偵 左文字進」
- ドクター小石の事件カルテ（フジテレビ 金曜プレステージ）
- 検事・若浦葉子 第4話「小さな折鶴が明かす公金横領に隠された哀しい女心」（日本テレビ）
- 相棒 season13 第10話「ストレイシープ」（テレビ朝日・東映） - 生田里保の母 役
- 双葉荘の友人　（2016年）　‐ 川村正治の母役
- なつぞら SP（2019年） ‐ 柳井洋子 役
- ミステリと言う勿れ 最終話（2022年3月28日、フジテレビ）

### 特撮
- おもいっきり探偵団 覇悪怒組 第9話「宿敵！辛切警部現わる」（1987年 フジテレビ）
- じゃあまん探偵団 魔隣組 （1988年 フジテレビ） - 後藤花恵
- ビーファイターカブト（1996年 テレビ朝日） - リーアの声
- 仮面ライダーアギト（2001年 テレビ朝日）

### 映画
- まあだだよ（1993年）

### テレビアニメ
1979年
- ザ☆ウルトラマン（ウルック、群衆、ウルトラ人の声援）※声優デビュー作

1998年
- MASTERキートン（ドリス・ゴールドマン）

1999年
- A.D.POLICE（ナンシー・ウィルソン）
- 金田一少年の事件簿（1999年 - 2000年、朝木春子、如月美和）

2002年
- 七人のナナ（八坂扇校長）
- 天地無用! GXP（神木瀬戸）
- 花田少年史（壮太の母）
- 名探偵コナン（イベリス・ハミルトン）

2003年
- スクラップド・プリンセス（アイリス・バイラッハ〈バロネス〉）

2004年
- MONSTER（ニナの母）

2005年
- 巌窟王（ヴァジリキ）

2006年
- 太陽の黙示録（夏太太）
- 西の善き魔女 Astraea Testament（コンスタンス女王）

2008年
- テレパシー少女 蘭（由香）
- 秘密 〜The Revelation〜（青木の母）

2009年
- 蒼天航路（劉備の母）

2011年
- GOSICK -ゴシック-（モレラ）

2014年
- サザエさん（2014年 - 2015年、ジョンの飼い主、宝くじ売り場のおばさん）
- 山賊の娘ローニャ（ロヴィス）
- テラフォーマーズ（老婆）

2018年
- ヴァイオレット・エヴァーガーデン（ローダンセ）
- バジリスク 〜桜花忍法帖〜（庵主）
- ゾイドワイルド（ババロア）

2019年
- この音とまれ!（堂島） - 2シリーズ
- PSYCHO-PASS サイコパス 3（ヴィクスン）

2020年
- 彼女、お借りします（2020年 - 2025年、木ノ下和） - 4シリーズ
- ヒーリングっど♥プリキュア（2020年 - 2021年、沢泉はるこ）

### 劇場アニメ
- 劇場版 PSYCHO-PASS サイコパス PROVIDENCE（2023年、ヴィクスン）

### OVA
- 天地無用! 魎皇鬼（第三期）（2003年、神木瀬戸樹雷）

### Webアニメ
- スター・ウォーズ: ビジョンズ
  - 赤霧（2021年、マサゴ[12]）

### ゲーム
- 007 エブリシング オア ナッシング（2004年、カトヤ・ナダノバ博士）
- 遙かなる時空の中で3（2004年、二位ノ尼）
- バテン・カイトスII 始まりの翼と神々の嗣子（2006年、ギロ〈女性〉）
- 遙かなる時空の中で4（2008年、狭井君）

### 吹き替え

#### 担当女優
ジェーン・リンチ
- iCarly（サムの母）
- glee/グリー（スー・シルベスター）
- マーダーズ・イン・ビルディング（バタキ）

ジュリアナ・マルグリーズ
- アヴァロンの霧（モーゲイン）
- ER緊急救命室 シーズン1-6（キャロル・ハサウェイ）
- エゴイスト（ディーナ・ティラー）
- グッド・ワイフ（アリシア・フロリック）
- ザ・グリッド（マレン・ジャクソン）
- 3人のキリスト（ラス）
- しあわせ色のルビー（レイチェル）
- 人生の動かし方（リリー）※VOD版
- スネーク・フライト（クレア・ミラー）
- ダーウィン・アワード（カーラ）
- デブラ・ウィンガーを探して（本人）
- ヒットラー（ヘレナ・ハンフシュテングル）

ジョアン・アレン
- アイス・ストーム（エレナ・フッド）
- きみに読む物語（アン・ハミルトン）
- ルーム（ばあば / ナンシー・ニューサム）

ニコラ・ウォーカー
- 埋もれる殺意シリーズ（キャシー・スチュアート）
  - 埋もれる殺意 ～18年後の慟哭～
  - 埋もれる殺意 ～26年の沈黙～
  - 埋もれる殺意 〜39年目の真実〜

- 警部補アニカ ～海上殺人捜査ファイル～（アニカ・ストランドヘッド警部補）
- メアリー&ジョージ 王の暗殺者（エリザベス・ハットン）

マーヤ・ルドルフ
- ヒュービーのハロウィーン（ヘネシー夫人）
- ブライズメイズ 史上最悪のウェディングプラン（リリアン・ドノヴァン）
- ミスター・ピッグ（ユニス）

メリーナ・カナカレデス
- 騎馬警官（ヴィクトリア・メトカーフ）
- CSI:ニューヨーク（ステラ・ボナセーラ）
- CSI:マイアミ（ステラ・ボナセーラ）
- 15ミニッツ（ニコレット・カラス）※日本テレビ版
- HAWAII FIVE-0 シーズン5 #16（キャシー・ミルウッド）　

#### 映画（吹き替え）
- アウト・オブ・サイト（アデル・デリーシ〈キャサリン・キーナー〉）※ソフト版
- 赤毛のアン（マリラ・クスバート〈サラ・ボッツフォード〉）
- アサインメント（カーラ）※ソフト版
- アダムス・ファミリー（役人〈ケイト・マクレガー＝スチュワート〉）※ソフト版
- アナザー・シンプル・フェイバー
- アナとオットー
- アバター:ウェイ・オブ・ウォーター（アードモア将軍〈イーディ・ファルコ〉[18]）
- アメリカン・プレジデント（ロビン・マッコール〈アンナ・ディーヴァー・スミス〉）
- 暗殺の瞬間（ニーナ・ニーマン〈ペルニラ・アウグスト〉）
- アンディ・ガルシア 沈黙の行方（ダイアナ・カフィ）
- イースターラビットのキャンディ工場（ミセス・ベック〈チェルシー・ハンドラー〉）
- イカとクジラ（ジョーン・バークマン〈ローラ・リニー〉）
- イレイザー（クレア・アイザックス〈ローマ・マフィア〉）※ソフト版
- インソムニア（レイチェル・クレメント〈モーラ・ティアニー〉）※ソフト版
- イントゥ・ザ・ワイルド（ジャン・バレス〈キャサリン・キーナー〉）
- 陰謀のセオリー ※テレビ朝日版
- WIN WIN ダメ男とダメ少年の最高の日々（ジャッキー・フラハーティー〈エイミー・ライアン〉）
- エアフォース・ワン（グレース・マーシャル〈ウェンディ・クルーソン〉[19]）※日本テレビ版
- エアポート フライト323（アニータ）
- 88ミニッツ（キャロル・リン・ジョンソン〈デボラ・カーラ・アンガー〉）
- エスケープ・フロム・L.A.（ナレーター）※ソフト版
- エドtv（シンシア〈エレン・デジェネレス〉）
- エンジェル・スノー
- オブセッション 歪んだ愛の果て（モニカ・リーズ刑事〈クリスティーン・ラーティ〉）
- ガーデン（ケリー〈アンジー・エヴァーハート〉）
- カサノバ（カサノバの祖母）
- 記憶の旅人（ハリマン医師〈ジャニーン・ガラファロー〉）
- 君と歩く世界（アナ）
- キャロルの初恋（アウローラ）
- 教皇選挙（シスター・アグネス〈イザベラ・ロッセリーニ〉[20]）
- キングスマン:ゴールデン・サークル（フォックス〈エミリー・ワトソン〉[21]）
- グリーンマイル（メリンダ・ムーアズ〈パトリシア・クラークソン〉）※ソフト版
- グレート デイズ! -夢に挑んだ父と子-（クレール〈アレクサンドラ・ラミー〉）
- グレタ GRETA（グレタ〈イザベル・ユペール〉[22]）
- ケイブ・イン（パット・ボーガン〈ミミ・ロジャース〉）
- ゴースト・オブ・ミシシッピー
- 恍惚（カトリーヌ〈ファニー・アルダン〉）
- GODZILLA（エルシー・チャップマン博士〈ヴィッキー・ルイス〉）※劇場公開版[3]
- コップランド（ローズ・ドンラン〈キャシー・モリアーティ〉）※ソフト版
- コレリ大尉のマンドリン
- サージェント・ペッパー ぼくの友だち（アナ・ジンガー〈ヨハンナ・テア・ステーゲ〉）
- 最高の人生の見つけ方（ヴァージニア・チェンバーズ〈ビヴァリー・トッド〉）※ソフト版
- 最後に恋に勝つルール（ダイアン・マーティン〈エイミー・アキノ〉）
- ザ・エージェント（ローレル・ボイド〈ボニー・ハント〉）※日本テレビ版
- ザ・クラフト（リリオ〈アスンプタ・セルナ〉）
- ザ・セル（ミリアム・ケント博士〈マリアンヌ・ジャン＝バプティスト〉）
- ザ・バイス/潜入捜査官（ヘレーナ・フランケ）
- ザ・ランドロマット -パナマ文書流出-（エレン・マーティン〈メリル・ストリープ〉）
- ザ・リング（ルース〈リンゼイ・フロスト〉）※ソフト版
- サンドラ・ブロック in アマゾン（サンドラ）
- シックス・デイ（ナタリー・ギブソン〈ウェンディ・クルーソン〉）※日本テレビ版
- シビル・アクション（アン・アンダーソン〈キャスリーン・クインラン〉）
- ジャスティス/闇の迷宮（セシリア・ルエダ〈エマ・トンプソン〉）
- 16歳の合衆国（メアリベス・フィッツジェラルド〈レナ・オリン〉）
- 17歳のカルテ（バーバラ・ギルクレスト〈メアリー・ケイ・プレイス〉）
- 守護神（ヘレン・ランドール〈セーラ・ウォード〉）
- ショコラ（ジョゼフィーヌ〈レナ・オリン〉）※ソフト版
- ジョシュア 悪を呼ぶ少年（ベッツィ・ポルチェック）
- ジョニー・イングリッシュ アナログの逆襲（首相〈エマ・トンプソン〉）
- 真実の行方（ミリアム・ショート判事〈アルフレ・ウッダード〉）
- 人生はシネマティック!（ソフィー・スミス〈ヘレン・マックロリー〉）
- シンデレラ・ストーリー（ロンダ〈レジーナ・キング〉）
- スーパードッグ エア・バディ/ベースボールで一発逆転!（ジャッキー・フラム〈シンシア・スティーヴンソン〉）
- スーパードッグ エア・バディ/ビーチバレーで危機一髪!（ジャッキー・フラム〈シンシア・スティーヴンソン〉）
- スタートレック ファーストコンタクト（ボーグ・クイーン〈アリス・クリーグ〉）
- スノー・バディーズ 小さな5匹の大冒険（ミトンズ〈ウーピー・ゴールドバーグ〉）
- スパイダーマン3（エマ・マルコ〈テレサ・ラッセル〉）
- スペースバンパイア（エレン・ドナルドソン）※テレビ朝日新録版
- スモール・ソルジャーズ（アイリーン・アバーナシー〈アン・マグナソン〉）※DVD版
- セイント
- SET IT OFF
- 戦火の勇気（ジェラルディン・ウォールデン〈キャスリーン・ウィドーズ〉）※ソフト版
- 卒業の朝（エリザベス〈エンベス・デイヴィッツ〉）
- その名にちなんで
- ソルトン・シー（コレット・ヴォーン〈デボラ・カーラ・アンガー〉）
- ゾンビーノ（ヘンダーソン夫人）
- ゾンビシャーク 感染鮫（パーマー〈ローラ・カユーテ〉）
- ダーク・インフェルノ（キャシー・ロビンス〈ジェーン・シーモア〉）
- ダイアナ（ウーナ・トッフォロ〈ジェラルディン・ジェームズ〉[23]）
- タイタンの戦い（マーマラ〈エリザベス・マクガヴァン〉）※テレビ朝日版
- ダイ・ハード4.0（テイラー〈クリスティーナ・チャン〉）
- 探偵少女レクシー（スターン）
- 中国の植物学者の娘たち（孤児院の院長）
- 蝶の舌（ローサ）
- 沈黙の戦艦（スペルマン大佐）
- デイ・アフター 首都水没（ニッキー・フラー〈ポピー・ミラー〉[24]）
- デイ・アフター・トゥモロー（ルーシー・ホール〈セーラ・ウォード〉）※テレビ朝日版
- DUNE/デューン 砂の惑星（ガイウス・ヘレネ・モアヒム〈シャーロット・ランプリング〉[25]）
  - デューン 砂の惑星PART2[26]
- 天使にラブ・ソングを2（フローレンス・ワトソン〈シェリル・リー・ラルフ〉）※日本テレビ版
- ドクター・ドリトル（ダイアン）※日本テレビ版
- トスカーナの休日（グレース〈ケイト・ウォルシュ〉）
- 捕らわれた唇（フリア）
- とらわれて夏（イヴリン〈ブルック・スミス〉）
- トランスフォーマーシリーズ（ジュディ・ウィットウィッキー〈ジュリー・ホワイト〉）
  - トランスフォーマー
  - トランスフォーマー/リベンジ
  - トランスフォーマー/ダークサイド・ムーン
- トロイ（アンドロマケ〈サフロン・バロウズ〉）※ソフト版
- ナバロンの要塞（マリア〈イレーネ・パパス〉）※ソフト版
- 南極物語
- ニードフル・シングス（ネティシア・"ネティ"・コッブ〈アマンダ・プラマー〉）
- 29歳からの恋とセックス（ロビン〈デブラ・ウィンガー〉）
- ネメシス・ゲーム（エミリー・グレイ）
- ハーヴィ/裸のウサギを持つ男
- バーチュオシティ（エリザベス・ディーン所長〈ルイーズ・フレッチャー〉）※ソフト版
- パーフェクト・カップル（スーザン・スタントン〈エマ・トンプソン〉）
- パーフェクト・ファミリー（グウェナ・クラップ〈シーラ・マッカーシー〉）
- パーフェクト・ワールド（グラディス・ペリー〈ジェニファー・グリフィン〉）※ソフト版
- 裸のマハ（マリア・ルイーサ〈ステファニア・サンドレッリ〉）
- 8月の誘惑（ヘレン・ブラスウェイト）
- パニック・タワー（JD〈アリソン・ホワイト〉）
- ハビタ/新種生命体（クラリッサ・サイムス〈アリス・クリーグ〉）
- バビロンA.D.（シスター・レベッカ〈ミシェル・ヨー〉）
- ハリウッド・ミューズ（ローラ・フィリップス〈アンディ・マクダウェル〉）
- ハリウッドランド（ローリー・シモ〈モリー・パーカー〉）
- 判決前夜/ビフォア・アンド・アフター
- ピクチャー・パーフェクト/彼女が彼に決めた理由（シーラ）
- ヒューゴの不思議な発明（ママ・ジャンヌ〈ヘレン・マックロリー〉）
- ファイナル・ステージ（リンダ〈サリー・デクスター〉）
- ファイブ・ナイツ・アット・フレディーズ（ジェーン〈メアリー・スチュアート・マスターソン〉[27]）
- フォレスト・ガンプ/一期一会（ベンチの子連れの女性、カーラ）※ソフト版、（ミセス・ガンプ〈サリー・フィールド〉[28]）※日本テレビ版
- フットルース 夢に向かって（ヴァイ・ムーア〈アンディ・マクダウェル〉）
- 不眠症 オリジナル版 インソムニア（ハーゲン）
- ブラザーズ・グリム
- ブラッド・ワーク（ジェイ・ウィンストン〈ティナ・リフォード〉）※ソフト版
- ブルズ・アイ（デブラ）
- ブルワース（コニー・ブルワース〈クリスティーン・バランスキー〉）
- ブレアウィッチ2（ペギー）
- フロム・ヘル（リズ・ストライド〈スーザン・リンチ〉）※ソフト版
- ベイブ（牧羊犬のフライ〈ミリアム・マーゴリーズ〉）※日本テレビ版
- ベイブ/都会へ行く（牧羊犬のフライ〈ミリアム・マーゴリーズ〉）※日本テレビ版
- ヘルレイザー リターン・オブ・ナイトメア（グウェン・スティーヴンス）
- ホーリー・スモーク（キャロル〈パム・グリア〉）
- ボーン・スナッチャー（マグダ）
- ボーン・レガシー（ディタ・マンディー〈ドナ・マーフィー〉）
- 僕たちのアナ・バナナ
- ぼくはゴーディ（ジェシカ・ロイス）
- ポセイドン 史上最悪の大転覆（レイチェル・クラーク）※テレビ朝日版
- VOLCANO 2012（ケイト〈ジュリエット・オーブリー〉）
- ホワイト・ライズ（メアリー）
- マーズ・アタック!（ルイーズ・ウィリアムス〈パム・グリア〉）※テレビ東京版
- マイアミ・ガイズ -俺たちはギャングだ-（ペッパー・ローウェンステイン〈レイニー・カザン〉）
- マイ・ボディガード（マリアナ・ゲレロ〈レイチェル・ティコティン〉）※ソフト版
- マキシマム・リスク ※ソフト版
- マネー・スキャンダル 破滅への欲望（サマンサ・ライアン〈アリシア・ライナー〉）
- 真夜中のサバナ（サラ・ウォーレン〈パトリカ・ダーボ〉）
- Mr.ブルックス 完璧なる殺人鬼（ナンシー・ハート）
- 魅せられて（ダイアナ・グレイソン〈シニード・キューザック〉）
- メモリー・キーパーの娘（キャロライン・ギル〈エミリー・ワトソン〉）
- もう一度アイ・ラブ・ユー（ロウィーナ〈ゲイル・オグレイディ〉）
- モンスーン・ウェディング（ピンミー・ヴァルマー）
- 山猫は眠らない3 決別の照準（シドニー）※ソフト版
- 勇者たちの戦場（ペネロープ・マーシュ）
- ユニバーサル・ソルジャー（ブレンダ）※テレビ朝日版
- 夢見る頃を過ぎても（グレース・ビースリー〈キャシー・ベイツ〉）
- ライブ・フレッシュ（クララ〈アンヘラ・モリーナ〉）
- ラストサマー（ジュリーの母）※ソフト版
- ラバーズ・アゲイン（メアリー〈デブラ・ウィンガー〉）
- ラビット・ホール（ギャビー〈サンドラ・オー〉）
- ラブ&クライム（リゼット）
- ラベジャー（アヴェドン・ハモンド〈ヤンシー・バトラー〉）
- リーサル・ウェポン2/炎の約束（精神科医〈メアリー・エレン・トレイナー〉）※テレビ朝日版
- リストランテの夜（アン〈アリソン・ジャネイ〉）
- 理想の恋人.com（キャロル・コナー〈エリザベス・パーキンス〉）
- リンカーン（メアリー・トッド・リンカーン〈サリー・フィールド〉）
- レッド・ドラゴン（ビヴァリー）※ソフト版
- ロード・オブ・ドッグタウン（フィレーン〈レベッカ・デモーネイ〉）
- ロミオ+ジュリエット（グロリア・キャピレット〈ダイアン・ヴェノーラ〉）※ソフト版
- ロング・エンゲージメント（エロディ・ゴルド〈ジョディ・フォスター〉、ナレーター）
- ワイアット・アープ（ベシー・アープ〈ジョベス・ウィリアムズ〉、サザーランド夫人〈カレン・グラッスル〉）※ソフト版
- わたしが美しくなった100の秘密（アネット・アトキンス〈エレン・バーキン〉）
- 私の愛情の対象（コンスタンス・ミラー〈アリソン・ジャネイ〉）

#### ドラマ
- アガサ・クリスティー ミス・マープル
  - 無実はさいなむ（メアリー・デュラント〈リサ・スタンスフィールド〉）
  - チムニーズ館の秘密（バンドル）
- アストリッドとラファエル 文書係の事件録（マチルド・ニールセン〈エリザベス・モーテンセン〉）
- アリー my Love
- アルゴノーツ 伝説の冒険者たち（ヘラ〈オリヴィア・ウィリアムズ〉）
- イカゲーム シーズン2（チャン・クムジャ〈カン・エシム〉）
- イコライザー（ヴァイおばさん〈ロレイン・トゥーサント〉）
- イン・ザ・ビギニング（サラ〈ジャクリーン・ビセット〉）
- WITHOUT A TRACE/FBI 失踪者を追え!（アン、スーザン、ララ）
- WALKER/ウォーカー（アベリーン・ウォーカー〈モリー・ヘイガン〉[29]）
- NCIS 〜ネイビー犯罪捜査班（ジェニー・シェパード〈ローレン・ホリー〉）
- NCIS: ニューオーリンズ シーズン5 #5（ジーナ・パウエル〈メリンダ・マックグロウ〉）
- Lの世界（ジョイス）
- オクニョ 運命の女（文定大妃〈キム・ミスク〉[30]）
- ガンパウダー（レディ・ドロシー〈サイアン・ウェバー〉[31]）
- 気分はぐるぐる（アンディ）
- 君はどの星から来たの（キム・スノク〈イム・イェジン〉）
- 救命医ハンク3 セレブ診療ファイル（シルヴァンダー医師）
- THE KILLING/キリング（サラ・ルンド〈ソフィー・グローベール〉）
- クリミナル・マインド FBI行動分析課（エリン・ストラウス〈ジェイン・アトキンソン〉）
- GRIMM/グリム（キャサリン・シェイド〈ジェシカ・タック〉）
- クロウ ウィッチクロウ（ハンナ・フォスター）
- 刑事マルティン・ベック バルコニーの男（スザンヌ・グラスマン）
- コールドケース2 #11（アリソン）
- ゴシップガール（ルーサー〈ジェイン・アトキンソン〉）
- 5人の女刑事たち ザ・ディヴィジョン（ケイト・マキャフィティ警部〈ボニー・べデリア〉）
- ごめん、愛してる（チャン・ヘスク〈キム・ヘオク〉）
- ザ・ソプラノズ 哀愁のマフィア（カーメラ・ソプラノ〈イーディ・ファルコ〉）※ソフト版
- ザ・タイタニック 運命の航海（ベス・アリソン〈ハーレイ・ジェーン・コザック〉）
- CSI:マイアミ2 #16（ジョアン・ヘンダーソン）
- シークエスト（クリスティン・ウェストファレン〈ステファニー・ビーチャム〉）
- SUITS/スーツ（エヴァ・ヘシントン〈ミシェル・フェアリー〉）
- スーパーナチュラル（ジョディ・ミルズ）
- スイッチ 〜運命のいたずら〜（レジーナ〈コンスタンス・マリー〉）
- スキップ・ビート! 〜華麗的挑戦〜
- スタートレック:ヴォイジャー
- スタートレック:ディスカバリー（カトリーナ・コーンウェル）
- スティーブン・キングの悪魔の嵐（アンジェラ・カーヴァー〈トーリ・ヒギンソン〉）※ソフト版
- スピン・シティ（ヘレン・ウィンストン〈デボラ・ラッシュ〉）
- スポットライト（ウジンの母〈クム・ボラ〉）
- ダーティ・セクシー・マネー（レティシア・ダーリング〈ジル・クレイバーグ〉）
- 太王四神記（ヨン夫人〈キム・ソンギョン〉）
- TOUCH/タッチ（グウェン）
- ダメージ2（モニーク）
- デスパレートな妻たち（キャサリン・メイフェア〈ダナ・デラニー〉）※シーズン4から
- Dr.HOUSE（ノラ）
- トレッドストーン（ペトラ・アンドロポフ〈ガブリエル・シャルニツキー〉[32]）
- トンイ（ユ尚宮〈イム・ソンミン〉）
- ハート・オブ・ディクシー ドクターハートの診療日記
- 犯罪捜査官ネイビーファイル（クレニック）
- FIRES〜オーストラリアの黒い夏〜 #2（キャス〈ミランダ・オットー〉[33]）
- フォーティチュード/極寒の殺人鬼（ヒルダー・オデガード〈ソフィー・グローベール〉[34]）
- ふたりは最高!ダーマ&グレッグ シーズン5（ジャネット）
- THE BLACKLIST/ブラックリスト
  - シーズン4（イザベラ・ストーン〈メロラ・ハーディン〉）
  - シーズン6（ロバータ・ウィルキンス判事）
- 弁護士イーライのふしぎな日常（レベッカ・グリーン）
- ボーイ・ミーツ・ワールド シーズン4（ヴァーナ）
- マードック・ミステリー 〜刑事マードックの捜査ファイル〜（バージェス夫人）
- Mr.マーダー 悪夢のクローン計画（ペイジ〈ジュリー・ワーナー〉）※WOWOW版
- ミス・マープル 牧師館の殺人（グリセルダ・クレメント）
- ミディアム7 最終章（ジュディ・ベネット）
- 名探偵ポワロ 第三の女（バタスビー）
- THE MENTALIST メンタリストの捜査ファイル
  - シーズン3 #19（キム・カートライト）
  - シーズン5 #5（レシーノス）
- メントーズ 世界の偉人たちからのメッセージ（アン・ケイツ）
- レイブン 見えちゃってチョー大変!（ターシア）
- LAW&ORDER:クリミナル・インテント（ステファニー）
- ロマノフ家の末裔 〜それぞれの人生〜 栄華の果てに（ジャクリーン・ジェラード〈イザベル・ユペール〉）
- 私はラブ・リーガル
  - シーズン1 #11（カーラ・シェーン）
  - シーズン3 #8（ジェナ〈キャシー・グリフィン〉）
  - シーズン6 フィナーレ #7（エリー・チャピン市長〈リヤ・キールステッド〉）

#### アニメ
- アーサー・クリスマスの大冒険（デジルヴァ）
- スター・ウォーズ クローン大戦（ルミナーラ・アンドゥリ）
- スター・ウォーズ:テイルズ・オブ・ジェダイ（長老）
- スター・ウォーズ: ビジョンズ（マサゴ）
- スタートレック:ローワー・デッキ（ボーグ・クイーン〈ホロ・シミュレーション〉）
- フリージ（ウム・サルーム[35]、妹A、シャンマ、婚活女子A、母親B・D・E、嫁候補B・D・F、祖母A、ウム・オベイド）
- ポカホンタスII/イングランドへの旅立ち（アン王妃）

#### テレビ番組
- BS世界のドキュメンタリー 危険な時代に生きる（レスリー・スタール）
- 地球ドラマチック（ボイスオーバー）
  - ハリー・ポッター 完結の瞬間 〜J・K・ローリングの1年〜（J.K.ローリング）※2008年7月放送
  - ハリー・ポッターと魔法の世界（J.K.ローリング）※2018年7月放送

#### ラジオ番組
- クラシックファンタジー（NHK-FM、1994年4月9日 - 1995年3月18日）

### ラジオドラマ
- G-SAVIOUR（サラ）

### 舞台
- 桜姫東文章（2004年、五百崎）
- COLORS（2005年）
- 仏田摩耶山開帳（2005年）
- ヒロシマ（2006年）
- COLORSⅡ（2006年）
- 父と暮せば（2006年）
- 昭和の子供（2010年）
- 雷鳴（2012年）
- あゆみ（2014年）
- 招かれざる客（2015年）
- 安楽病棟（2018年、佐和子）
- RAA-進駐軍特殊慰安所-（2024年）[36]

### その他コンテンツ
- パフォーミング・アート・センター 講師
- 青年座研究所 講師
- 最恐映像ノンストップ（ナレーション）
- 専門学校東京ビジュアルアーツ　パフォーミングアーツ学科 講師
- 鳥屋野不動産TVCM（2022年10月 - ） - 出演。放送は新潟県限定。

### シリーズ一覧
1. ↑  第1クール（2019年）、第2クール（2019年）
2. ↑  第1期（2020年）、第2期（2022年）、第3期（2023年）、第4期（2025年）